# 湘南起义旧址群
湘南起义旧址群是1928年中国共产党在湖南省南部发动湘南起义的遗迹，分别位于汝城县、嘉禾县、宜章县、永兴县、桂阳县、安仁县、资兴市、耒阳市、炎陵县，2011年被列为第九批湖南省文物保护单位，2013年被列为第七批全国重点文物保护单位。
湘南起义旧址群含郴县苏维埃政府旧址、桂阳县苏维埃政府旧址、永兴县第九区苏维埃政府旧址（安福司关圣祠及纪念塔）、板梁暴动夺枪旧址—中村宗祠、何坤故居、湘南工农兵代表会议旧址—太平寺、碕石暴动旧址（彭氏宗祠）、中共宜章县委旧址（承启学校、玉公祠）、圣公坛革命旧址（工农革命军后方医院旧址、后坛岩兵工厂旧址）、汝城会议旧址、汝城县苏维埃政府旧址—黄氏总祠、朱德、范石生谈判合作旧址、湘南C.P驻汝城特别工作委员旧址、李涛故居、朱良才故居、宋裕和故居、中共嘉禾南区支部活动旧址—南薰亭、彭公庙联席会议旧址（胡氏宗祠东栋西栋、八角亭）、资兴县苏维埃政府旧址、沙田同益店（毛泽东活动旧址）、耒阳县苏维埃政府旧址—培兰斋。